# Ermita de la Salut (Sant Feliu de Llobregat)
La Salut és una ermita i àrea d'esbarjo a la Vall de Sant Feliu, dins del terme municipal de Sant Feliu de Llobregat. Està dedicada a la Mare de Déu de la Salut, patrona del bisbat de Terrassa. Al costat de l'ermita hi ha una masia, la Casa Gran de la Gleva, que data del 1719 i que avui acull un restaurant. Cada any pel Dilluns de Pasqua s'hi celebra un aplec. És un edifici que forma part de l'Inventari del Patrimoni Arquitectònic de Catalunya.

## Descripció
Edifici de planta rectangular, coberta amb volta de canó. Al costat esquerre s'obre una habitació amb molts exvots actuals. La porta d'entrada és rectangular i resta coronada per una finestra semicircular. A l'interior s'observa l'altar amb la imatge de la Verge, flanquejada per dos Sants. El sostre és de teules i la part de la façana denticulada. Construcció massissa, car només s'obren, en un dels dos costats, dues finestres d'arc escarser.